# Manuela Porto
Manuela Porto (Lisboa, 24 de abril de 1908 — Lisboa, 7 de julho de 1950) foi uma actriz, escritora, jornalista, crítica de teatro, declamadora de poesia e tradutora portuguesa, conhecida também pelo seu activismo como defensora dos direitos da mulher e opositora do regime do Estado Novo em Portugal. Como tradutora, introduziu importantes obras de várias escritoras, até então nunca traduzidas para a língua portuguesa, tais como Louisa May Alcott, Anne Bronte, Elizabeth Gaskell e Virginia Woolf, sendo-lhe também atribuída a popularização da obra do poeta português Fernando Pessoa através dos seus recitais de poesia.

## Biografia

### Nascimento e Família
Manuela Cesarina Sena Porto de Araújo Pereira nasceu a 24 de abril de 1908 na capital portuguesa, Lisboa, onde viveu toda a sua vida. Nascida fora do matrimónio, tendo os seus pais casado anos mais tarde, na sua certidão de nascimento não figurava o nome da sua mãe, contudo era do conhecimento público que era filha de Judite Sena Porto e de César Cristóvão de Sousa Porto (1873-1944), militante republicano, jornalista, escritor, dramaturgo, ensaísta, tradutor e professor, conhecido por ter sido reitor da Escola Oficina nº 1 de Lisboa, no início do século XX, que introduziu no país uma diferente abordagem pedagógica secular que visava a preparação multidisciplinar dos alunos e o desenvolvimento do seu espírito crítico, tendo sido também fundador e editor da revista Educação Social, que divulgava a modalidade de ensino praticada na mesma escola.

### Formação Artística
Dotada para as artes, durante a sua juventude frequentou a escola que era dirigida pelo seu pai e posteriormente ingressou na Escola-Teatro de Lisboa, dirigida pelo encenador e anarquista Araújo Pereira (1871-1945), estreando-se pouco depois como actriz amadora, em 1924, ao lado da atriz e tradutora Emília de Araújo Pereira, com o espectáculo "As Irmãs", de Gaston Devore, no Teatro Juvénia, e como actriz profissional, integrando a companhia de teatro Rey Colaço - Robles Monteiro, em novembro de 1926, com a peça "A petiza do gato", de Carlos Arniches, no Teatro do Ginásio. Após várias actuações, sempre com papéis secundários, decidida a aprofundar os seus conhecimentos e a seguir a sua paixão pelo teatro, Manuela Porto ingressou no Conservatório Nacional de Teatro, onde foi colega de João Villaret.

### Casamento
Concluindo os seus estudos em 1931, com nota máxima (20 valores) e a atribuição de um prémio, a 19 de dezembro desse mesmo ano Manuela Porto casou-se com o pintor, ilustrador e cenógrafo português Roberto Araújo Pereira (1908-1969), filho do seu antigo professor Araújo Pereira e da sua colega de palco Emília de Araújo Pereira. Como ambos não haviam sido baptizados pela igreja católica, a cerimónia decorreu no registo civil de Lisboa, sendo ainda estipulado no acordo de casamento a "separação total, completa e absoluta dos bens", um conceito pioneiro e radical para a sociedade portuguesa da época.

### Carreira no Teatro e em Recitais de Poesia
Na década de 1930, Manuela Porto continuou a representar profissionalmente, integrando o elenco de várias peças teatrais produzidas pela Companhia de Gil Ferreira e a Grande Companhia Dramática Portuguesa, contudo, sentido-se desiludida com o meio artístico português, devido às poucas oportunidades que eram proporcionadas aos seus artistas, estando este impregnado de "empresários sem escrúpulos e artistas ignorantes", segundo as suas palavras, acabou por lentamente se retirar dos palcos, realizando a sua última interpretação nos palcos com o papel de Hérmia na peça "Sonho de uma noite de Verão", de William Shakespeare, representado ao ar livre, no Parque de Palhavã, em Lisboa, na companhia de Amélia Rey Colaço, em 1941.
Ainda durante a mesma década, Manuela Porto viajou com o seu marido para Inglaterra, Bélgica e França em 1934, começando a recitar poesia quando regressou a Portugal após ter frequentado vários recitais de poesia e saraus. Focando-se inicialmente na declamação de obras de alguns poetas dos séculos XVIII e XIX, pouco depois começou a participar em outros eventos culturais, sendo convidada a recitar poemas de Fernando Pessoa e de seus heterónimos, nomeadamente em várias conferências realizadas na Casa das Beiras em 1938, assim como de outros poetas e escritores modernos portugueses, como Mário de Sá-Carneiro, João José Cochofel, Fernando Namora, Carlos Queirós, Adolfo Casais Monteiro ou José Régio, no Instituto Britânico de Lisboa e na Emissora Nacional em 1939.
Prosseguindo com a sua nova vocação e com bastante sucesso profissional, na década de 1940, Manuela Porto participou em diversas conferências e recitais, deslocando-se também ao Porto e a Coimbra, onde declamou inúmeros poemas da nova vaga de literatura portuguesa, como dos membros do grupo conimbricense Novo Cancioneiro, Políbio Gomes dos Santos, Sidónio Muralha, Joaquim Namorado, Mário Dionísio, Álvaro Feijó, Carlos de Oliveira, António dos Santos Abranches, António Ramos de Almeida e Manuel da Fonseca, para além de outros autores da poesia brasileira, como Jorge de Lima, Ribeiro Couto e Cecília Meireles.

### Activismo, Feminismo e Oposição ao Estado Novo
Em 1930, Manuela Porto começou a revelar o seu interesse pelo activismo feminista, inscrevendo-se e frequentado várias conferências realizadas por Francine Benoit, Sara Beirão, Arminda Gonçalves e Maria Lamas, entre muitas outras defensoras dos direitos das mulheres, no âmbito da exposição intitulada "Certame das Mulheres Portuguesas" ou "Exposição da Obra Feminina Antiga e Moderna de Carácter Literário, Artístico e Científico", criada pelo suplemento semanário Modas & Bordados, do jornal diário O Século, e apoiada pelo Conselho Nacional das Mulheres Portuguesas (CNMP).
De ideais republicanos e democráticos, após a implementação do regime ditatorial do Estado Novo em Portugal, Manuela Porto participou activamente e publicamente em várias manifestações, comícios e conferências, tendo aderido também a vários movimentos e organizações legais e clandestinas que se opunham às políticas de António de Oliveira Salazar, tais como o Conselho Nacional das Mulheres Portuguesas (CNMP) e a Associação Feminina Portuguesa para a Paz (AFPP) em finais da década de 1930, o Movimento de Unidade Nacional Antifascista (MUNAF) em 1943, o Movimento da Unidade Democrática (MUD) e a Comissão dos Escritores, Jornalistas e Artistas Democráticos (CEJAD) em 1945, o P.E.N. Club Português em 1947 e a Comissão Central e Feminina do Movimento Nacional Democrático (MND) em 1949.
Em janeiro de 1947, Manuela Porto, que havia sido nomeada vice-presidente do Conselho Nacional das Mulheres Portuguesas apenas um ano antes, participou na Exposição de Livros Escritos por Mulheres realizada no salão da Sociedade de Belas Artes, sendo uma das principais oradoras com a palestra intitulada "Virginia Woolf: o problema das mulheres das letras". Após o encerramento forçado da exposição por ordem do governo, a organização feminista foi ilegalizada e obrigada a cessar a sua actividade a 28 de junho do mesmo ano, tendo o mesmo ocorrido com todas as organizações políticas que Manuela Porto integrava. Ilegalizadas e encerradas forçosamente, muitos dos seus membros foram ainda perseguidos e presos pela Polícia Internacional e de Defesa do Estado em finais da década de 1940.

### Carreira Literária
Na literatura, estreou-se em 1945 com a tradução de "Histoire du théâtre" de Robert Pignarre, assinando-a apenas com as suas iniciais MP. Apesar de ter publicado no mesmo ano mais duas traduções de obras de autores do sexo masculino, as mulheres escritoras foram fundamentais para a sua carreira literária, traduzindo para a língua portuguesa textos de ilustres autoras como Louisa May Alcott, Anne Brontë, Elizabeth Gaskell, Hazel Goodwin Keeler, Katherine Mansfield e Virginia Woolf. Pouco depois, como retratista ou autora biográfica escreveu sobre a vida de Virginia Woolf, Katherine Mansfield, Dorothy Parker e as escritoras portuguesas Judite Vitória Gomes da Silva, conhecida como Judite Navarro, e Maria Amália Vaz de Carvalho.
No âmbito do género da ficção e do romance, Manuela Porto escreveu e publicou "Um filho mais e outras histórias" (1945), "Uma ingénua: a história de Beatriz" (1948) e "Doze histórias sem sentido" (postumamente publicado em 1952), abordando nas suas obras temas profundos e de intensa luta, onde os personagens principais sofrem maus tratos pelos seus pais, traições e abandono pelo seu cônjuge, luto por um filho ou não constantes desilusões por não conseguirem seguir a carreira que desejam. No caso de "Uma ingénua: a história de Beatriz", a protagonista do seu romance é uma actriz, possibilitando à sua autora apontar muitas das suas anteriores críticas ao mundo do teatro português.
Embora Manuela Porto tenha cessado a sua carreira como actriz bastante cedo, nunca se afastou totalmente do meio, trabalhando também como crítica de teatro, entre 1946 e 1950. Os seus textos não só eram críticas sobre os espectáculos que assistia como também eram artigos de opinião sobre o estado do teatro em Portugal. 
Para além das traduções, a antiga actriz e activista contribuiu também com vários artigos para inúmeras revistas e jornais, como Mundo Literário, Vértice, Seara Nova, Diário de Lisboa ou a revista Eva, onde também exercia como secretária da redacção.

### Encenação Teatral
Em 1948, a antiga actriz formou e encenou o Grupo Dramático Lisbonense, um grupo de teatro amador que era maioritariamente constituído por membros do coro do Movimento de Unidade Democrática, formado pelo maestro e compositor Fernando Lopes-Graça. Em 1949, após um incêndio ter destruído a sede da companhia, situada na Rua Marcos Portugal, em Lisboa, o grupo retomou as suas actividades na Academia de Amadores de Música, destacando-se dos vários elementos que integraram o grupo a actriz Gina Santos.

### Morte
A 7 de julho de 1950, Manuela Porto suicidou-se aos 42 anos de idade, com uma overdose de barbitúricos, após ter realizado algumas tentativas mal sucedidas em anos anteriores, sendo especulado que sofria de depressão profunda. A causa da sua morte não foi noticiada na época, devido às denúncias de suicídio serem censuradas pelo Estado Novo, tendo então sido publicado que havia falecido em casa, na Rua Nova de São Mamede, 27, 1º Esquerdo, enquanto dormia, quando de facto esta havia falecido no Hospital de São José, após ter sido internada de urgência. A 8 de julho foi sepultada no Cemitério do Lumiar em Lisboa.

## Legado e Homenagens
A 18 de julho de 1950, onze dias após a sua morte, realizou-se uma sessão de homenagem a Manuela Porto, no Clube Oriental de Lisboa, com uma evocação realizada por Luiz Francisco Rebello e poemas recitados por Maria Barroso. Cinco meses depois, a 12 de dezembro, o Grupo Dramático Lisbonense homenageou a sua fundadora, representando a peça "O aniversário do banco" por ela encenado, na Academia de Amadores de Música, sendo ainda descerrada uma lápide comemorativa pela pianista Maria da Graça Amado da Cunha;
O Teatro da Cornucópia (também conhecido como Teatro do Bairro Alto) em Lisboa tem uma das suas salas baptizada sob o nome de Manuela Porto em homenagem à atriz e ativista feminista.
Na toponímia dos concelhos portuguesas, várias ruas, pracetas e praças receberam o seu nome, nomeadamente em Lisboa, Amadora, Odivelas e Cascais.
A 19 de maio de 1989, foi agraciada, a título póstumo, com o grau de Comendador da Ordem da Liberdade.